# Ruslan Otverchenko
Ruslan Yuryevich Otverchenko (Ulan Bator, República Popular de Mongolia, 6 de enero de 1990 - Kiev, Ucrania, 15 de enero de 2023) fue un jugador de baloncesto ucraniano, nacido en Mongolia.

## Trayectoria
Otverchenko militó casi siempre en el mismo equipo, el BC de Kiev, excepto la temporada 2012-2013, en la que jugó en el BC Donetsk. Tenía 1,92 metros de estatura, y con una alta capacidad anotadora que fue creciendo temporada tras temporada.
En la temporada 2014-15, Otverchenko explotó como anotador, convirtiendo triples (convirtió el 36% de sus intentos), promedió con el BC Kiev 20,8 puntos, 4,8 rebotes y 4,2 asistencias por partido.
En julio de 2015 se convirtió en el primer fichaje del Bàsquet Manresa para la temporada 2015-2016.

## Selección nacional
Otverchenko representó a Ucrania en el Campeonato Europeo de Baloncesto Masculino Sub-16 (2006), Sub-18 (2007 y 2008), y Sub-20 (2009 y 2010).
También actuó en el Eurobasket 2017. 

## Muerte
Ruslan Yuryevich Otverchenko murió el 15 de enero de 2023 en Kiev, a la edad de 33, años debido a problemas cardíacos no especificados.